# Erik Johan Stagnelius
Erik Johan Stagnelius (ur. 14 października 1793 w miejscowości Gärdslösa na Olandii, zm. 3 kwietnia 1823 w Sztokholmie) – szwedzki poeta i dramaturg.

## Życiorys
Dzieciństwo i młodość spędził głównie na Olandii. Był uczony przez prywatnych nauczycieli i dokształcał się sam dzięki bibliotece swojego ojca, który był duchownym. Później studiował na Uniwersytecie w Uppsali, po ukończeniu którego został urzędnikiem cywilnym w Sztokholmie. Zarówno jego dzieła, jak i życie, odzwierciedlały konflikt między silnymi impulsami erotycznymi a radykalnie ascetycznym stanowiskiem religijnym. Walka między ideałem duchowym a zmysłowością była naczelnym motywem jego poezji. Nie był związany z ruchem romantycznym, za życia był mało znanym twórcą. W 1821 wydał zbiór wierszy Liljor i Saron (Lilie w Saronie). Za życia opublikował też poemat epicki Wladimir den store (Włodzimierz Wielki, 1817) i dramaty  Martyrerna (1821, Męczennicy) i Backanterna (Bachantki, 1822). Pośmiertnie w latach 1824–1826 zostały wydane jego Samlade skrifter (Pisma zebrane), dzięki którym uznano go za jednego z najwybitniejszych szwedzkich romantyków.